# Воскресенское благочиние (Московская епархия)
Воскресе́нское благочи́ние (Воскресенский благочиннический округ) — благочиние Московской епархии Русской православной церкви, объединяющее храмы в районах Сокольники, Богородское, Метрогородок, Преображенское, Соколиная гора, Гольяново, Восточный, Северное Измайлово Восточного административного округа Москвы.
Входит в состав Восточного викариатства, расположенного в границах ВАО. Возникло в мае 2012 года разделением Преображенского благочиния на два новых благочиния: Рождественское и Воскресенское. Благочинным Рождественского благочиния остался протоиерей Леонид Ролдугин (настоятель храма Рождества Христова в Измайлове), благочинным Воскресенского благочиния был назначен протоиерей Александр Дасаев (настоятель храма Воскресения Христова в Сокольниках).

## Храмы благочиния
| Название                                                                       | Период возведения             | Краткое описание | Изображение | Адрес                                                                          | Ссылки               |
| Храм Воскресения Христова в Сокольниках                                        | 1909—1913                     | Храм в неорусском стиле, построен по проекту архитектора П. А. Толстых. Здание имеет вид креста с алтарной частью, вопреки традиции ориентированной на юг — к месту рождения Христа. Из девяти главок центральная позолочена, остальные — чёрные. Главный престол — Воскресения Христова. Приделы: - Иконы Божией Матери «Всех Скорбящих Радость» - Апостолов Петра и Павла - Рождества Христова (в подклете). Объект культурного наследия № 7710780000 |             | Сокольническая площадь, 6 (м. Сокольники) 55°47′58″ с. ш. 37°40′54″ в. д.      | [ 3 ] [ 4 ]          |
| Храм Благовещения Пресвятой Богородицы при бывших казармах Саперного батальона |                               | Престолы: - Благовещения Пресвятой Богородицы |             | Улица Матросская Тишина, 9 (м. Сокольники)                                     |                      |
| Храм преподобных Зосимы и Савватия в Гольянове                                 | 1842                          | Построен помещиками Трубецкими в стиле ампир — позднего классицизма. В 30-х годах XX века был закрыт, вновь открыт 31 марта 1990 года. Главный престол — преподобных Зосимы и Савватия Соловецких. Приделы: - Святых мучеников Адриана и Наталии - Иконы Божией Матери «Живоносный Источник». Объект культурного наследия № 7702297000 |             | Байкальская улица, 37а 55°49′06″ с. ш. 37°48′51″ в. д.                         | [ 6 ]                |
| Храм Преображения Господня в Богородском                                       | 1877—1880                     | Одноглавый шатровый деревянный храм, построен по проекту архитектора Н. А. Ипатьева в «русском стиле»: килевидный кокошник у основания шатра, фигурные наличники окон, резные столбики крылец. Основной сруб — четверик, к которому с востока примыкала пятигранная алтарная апсида, с запада — трапезная и четырёхгранная двухъярусная 18-метровая колокольня. В конце 19-го века расширен двумя приделами (архитектор Ф. П. Скоморошенко). Главный престол — Преображения Господня. Приделы: - Тихвинской иконы Божией Матери (южный) - Пророка Илии и святителя Алексия, митрополита Московского (северный). Объект культурного наследия № 7702251000       |             | Краснобогатырская улица, 17 55°48′53″ с. ш. 37°41′46″ в. д.                    | [ 8 ] [ 9 ]          |
| Храм Рождества Иоанна Предтечи в Сокольниках                                   | 1915—1917                     | Построен в стиле модерн с хорами по проекту архитектора Н. Л. Шевякова на средства вдовы фабриканта-суконщика И.С. Титова О. А. Титовой. В 1923 году был закрыт, в 1998 году — возвращен Русской православной церкви. Престолы: - Рождества Иоанна Предтечи (верхний) - Апостола Матфия (нижний, недействующий). Объект культурного наследия № 7702293000 |             | Колодезный переулок, 2а 55°47′56″ с. ш. 37°41′40″ в. д.                        | [ 10 ] [ 11 ]        |
| Храм Святителя Николая на Преображенском кладбище                              | 1784—1790                     | Построен по проекту архитектора Ф. К. Соколова (по некоторым данным — В. И. Баженова) как соборная часовня старообрядческой общины федосеевского толка. В настоящее время переднюю часть храма занимают старообрядцы беспоповского Новопоморского толка, трапезную и оба придела — Русская православная церковь. Приделы: - Святителя Николая Мирликийского (северный) - Успения Пресвятой Богородицы (южный). Объект культурного наследия № 7710639007 · |             | Улица Преображенский Вал, 25 55°47′28″ с. ш. 37°43′02″ в. д.                   | [ 13 ] [ 14 ] [ 15 ] |
| Храм Димитрия Солунского в посёлке Восточный                                   | 1995—1996                     | Построен на средства «Мосводоканала» по проекту архитектора О. И. Журина на основе сохранившихся чертежей ранее разрушенного храма XIX века. Главный престол — великомученика Димитрия Солунского. Приделы: - Казанской иконы Божией Матери - Святителя Михаила (митрополита Киевского). |             | Посёлок Восточный, Главная улица, 1а 55°49′08″ с. ш. 37°51′35″ в. д.           | [ 16 ]               |
| Храм Воскресения Христова на бывшем Семёновском кладбище                       | 1855                          | Построен в основном на средства купца М. Н. Мушникова. Храм в русско-византийском стиле, представляет собой двусветный четверик с одной главой и с невысокой шатровой колокольней, расположенной с запада над четвериком. В 1901 году была пристроена трапезная (архитектор А. П. Михайлов), в результате храм приобрел форму базилики. В 1930-е годы был закрыт, возвращен верующим в начале 1990-х годов. Приделы: - Иконы Божией Матери «Всех Скорбящих Радость» (северный) - Святого равноапостольного князя Владимира (южный) - Святителя Николая (на хорах). Подворье Патриарха Московского и Всея Руси; подворье Среднеазиатской и Ташкентской Епархии. |             | Измайловское шоссе, 2 55°46′47″ с. ш. 37°43′08″ в. д.                          | [ 17 ] [ 18 ]        |
| Храм Димитрия Солунского на Благуше                                            | 1909—1911                     | Построен в основном на средства Д.Ф. и Е. Ф. Ермаковых архитектором Н. И. Орловым. Был выполнен из красного кирпича в византийском стиле, украшен изразцовыми вставками. Закрыт в 1931 году, возвращен верующим в 1990 году. Вмещает до 3 тысяч прихожан. Главный престол — великомученика Димитрия Солунского. Приделы: - Святителя Петра, митрополита Московского (южный) - Успения праведной Анны, матери Пресвятой Богородицы (северный). |             | Улица Ибрагимова, 6а 55°46′52″ с. ш. 37°43′53″ в. д.                           | [ 19 ]               |
| Храм Ильи Пророка в Черкизове                                                  | 1690                          | В настоящее время, после ряда перестроек, — одноглавый храм с шатровой колокольней в русском стиле. Главный престол — Воздвижения Креста Господня. Приделы: - Пророка Илии (южный) - Святителя Алексия, митрополита Московского (северный). Объект культурного наследия № 7710963000 |             | Большая Черкизовская улица, 17 55°48′01″ с. ш. 37°44′03″ в. д.                 | [ 20 ]               |
| Храм Тихона Задонского в Сокольниках                                           | 1876 (перестроен к 2004 году) | Деревянный храм в русском стиле, построен по заказу городского главы И.А. Лямина архитектором П. П. Зыковым. Основной объём храма — кубический четверик, плавно переходящий к уменьшенному восьмерику, а затем к шатру, увенчаному маленькой луковичной главкой на восьмигранном барабане. В 1995—2004 годах был перестроен заново по проекту архитектора Н. С. Василенко. Главный престол — святителя Тихона Задонского. Приделы: - Святой равноапостольной княгини Ольги - Преподобного Серафима Саровского. |             | Парк Сокольники, Майский просек, вл. 5, стр. 1 55°48′06″ с. ш. 37°40′58″ в. д. | [ 21 ]               |